# Castell d'Irulegi
El castell d'Irulegi va ser un antic castell de Navarra, desaparegut i avui reconstruït en part, situat al cim de la muntanya Irulegi, o penya Lakidain, de 893m d'altitud a la localitat navarresa de Lakidain
(Aranguren) a la Vall d'Aranguren.
El castell està situat en una zona denominada vall prepirinenca, entre els Pirineus i el riu Ebre, a les portes orientals de la comarca geogràfica coneguda com a Conca de Pamplona. Des del cim de l'Irulegi es domina la Cuenca de Pamplona, així com el camí que des d'Idoate comunicava Izagaondoa amb la vall. En dies clars es veuen els Pirineus.
És un dels exemples més clars dels castells medievals del Regne de Navarra. Destaca la torre de l'homenatge de forma pentagonal a proa.
Durant l'edat del ferro va ser un castre dels vascons, que s'estenia al llarg de la ubicació del castell i de l'esplanada que hi ha davant seu, quedant vestigis de la seva muralla i d'estructures al subsol, aquestes últimes en bon estat. Segons l'historiador Javier Armendáriz, estem davant del nucli originari de Pamplona. Aquest castre preromà va ser destruït cap a l'any 76 aC com a conseqüència de la rebel·lió de Sertori. En les excavacions realitzades per la Societat de Ciències Aranzadi es va trobar, el 2022, l'anomenada Mà d'Irulegi, una important peça arqueològica a causa de les seves inscripcions possiblement en llengua vascònica, antecessora de l'euskera.

## El castell
La fortalesa, construïda per a la defensa de Noain, està documentada a finals del segle xii, encara que hi ha llegendes que suggereixen l'existència d'un complex defensiu durant les ràzies d'Almansor al segle xi. El 1371 se li encomana al merí de Sangüesa comprovar si l'alcaide d'Irulegi, Gonzalo Ruiz d'Eransus, residia al castell al costat de la seva família, cosa que va realitzar a l'agost de 1374. Quatre anys més tard només quedava al castell una guarnició de cinc peons.
El 1416 s'efectua una modernització del castell, afegint-hi una estructura triangular al capdavant de la torre de l'homenatge per suportar millor els atacs d'artilleria, creant una torre de l'homenatge pentagonal a proa, única entre els castells navarresos, i un recinte rectangular amb torres cantoneres. Posteriorment es documenten labors de manteniment i subministrament de la fortalesa.
El 1494, els reis de Navarra Caterina de Foix i el seu marit Joan III van decidir desfer-lo davant l'empenta dels beaumontesos, que controlaven la fortalesa i, en conseqüència, la conca de Pamplona. L'ordre va ser donada pels reis a Johan de Méharin el 12 de setembre de 1494 i es va executar el 24 de novembre d'aquell mateix any mitjançant una comissió que es va crear per Juan de Garro i el capità Remonet per buscar-hi mà d'obra. Es té constància que ja el 1492 part de l'estructura havia estat enderrocada obeint la política iniciada pels sobirans navarresos per acabar amb el conflicte civil que assolava Navarra des de feia gairebé cinc dècades.
L'enderrocament de la fortalesa va ser complicat de realitzar: es van enderrocar primer la torre de l'homenatge i les muralles i torres cantoneres, es va destruir totalment la porta d'entrada i es va vessar l'aljub que devia tenir una coberta amb volta. Això va fer que la sedimentació de les restes de la construcció no fos natural, la qual cosa ha privat aquest castell d'oferir un registre de materials inusuals.
Entre els anys 2007 i 2017, la Societat de Ciències Aranzadi va realitzar l'estudi de les restes del castell, excavant-lo gairebé en la seva integritat i efectuant la confrontació amb datacions absolutes de dipòsits estratificats. El jaciment es trobava en un bon estat de conservació en no haver-hi hagut modificacions ni actuacions al terreny posteriors a la seva destrucció.
A la primera intervenció realitzada el 2007 es van trobar restes d'un poblat de l'Edat del Ferro, que es van estudiar després de completar tot allò referent a la fortalesa.
El castell d'Irulegi presenta els elements defensius següents:
- Torre de l'homenatge, de tipus pentagonal a proa ubicada al costat de la muralla defensiva, ocupant la seva part central dreta de la muralla sud. Els murs són d'una amplada mitjana d'aproximadament dos metres i l'alçada de les restes és superior a tres metres des de la base, superant els quatre metres d'alçada a la paret del costat.

- Muralla de tancament, amb un perímetre d'uns 136 m i tancant una superfície de 569 m², que envolta una àrea rectangular amb torrasses cilíndriques als seus vèrtexs i una central a la part sud, al costat de la torre de l'homenatge. El llenç de la part sud és el millor conservat i hi ha mostra del seu manteniment al llarg del temps en què la construcció va estar activa. En aquest costat de la muralla es va trobar una porta de reduïdes dimensions. Al costat nord, confrontant a un penya-segat i més senzilla de defensar, les restes trobades, de les mateixes característiques que les dels altres llenços, estaven pitjor conservades. Al costat nord cap a l'oest s'ubicava la porta principal. S'han trobat restes que assenyalen una entrada de grans dimensions, així com restes d'una estada enllosada d'uns 9,6 m² que s'interpreta com el vestíbul o estada després de l'accés principal. A l'enllosat es va trobar la xarnera de 22 cm de diàmetre, realitzada en una sola peça de carreu de 36 x 39 x 40 cm, de la porta d'accés, on hi ha uns esglaons desgastats per l'ús.

- Contramuralla. L'antemur baix o segon recinte està compost per dues filades de carreu col·locat sobre la base de roca natural, que conforma un passadís d'uns tres metres d'amplada entre la muralla de tancament est i sud d'uns 27 m de longitud.

- Estances. A la part nord, ubicats en paral·lel a aquest tram de muralla, hi ha adossats tres recintes que estan superposats a l'enllosat, cosa que permet determinar que es van construir a principis del segle xv. A la part sud i sota la torre de l'homenatge, i aprofitant la forma semicircular de la torre menor, es complementa amb un espai rectangular que té una superfície de 14 m² i s'ha interpretat com a capella. En aquesta estança s'han trobat testimonis de diferents períodes constructius i ocupacionals. Al costat s'estableix un recinte en forma de L majúscula, que corre en paral·lel amb la muralla sud, després amb l'oest, de la qual només se n'han excavat 8 m². A la part nord-oest, entre la muralla i el vestíbul que dona a l'entrada, es comunica la torre circular nord-oest mitjançant un esglaó. No es tenen dades del que va poder abastar cap al costat sud, encara que ocuparia uns 11 m².

Al costat sud s'hi ha trobat, adossat al mur principal, un forn circular que s'estima com una de les estructures més antigues del castell. El forn va ser parcialment excavat i cobert per una solera de lloses polièdriques de calcarenita local, amb una mida mitjana de 5 x 10 x 4 cm. Hi ha signes de rubefacció i col·lació morada per la intensa calor suportada. S'han trobat restes de carbó i una resta ossi d'ovicaprí, que va ser datada per radiocarboni al segle xii. L'embocadura del forn va ser destruïda en fer-se, posteriorment, un mur sobre ella.
- Enllosat, trobat a la zona nord-est del recinte, que està realitzat mitjançant dos nivells de lloses de gres locals.
- Aljub, amb una planta quadrangular que mesura 3,85 per 4,25 metres i té una alçada que oscil·la entre els 3,05 i els 3,50 metres, cosa que dona una capacitat d'uns 54.000 litres. Va ser excavat directament a la roca natural del terreny.
- Capella, aprofitant la forma semicircular de la torre del vèrtex nord-est, on s'ha trobat una estada que s'ha interpretat com a capella.
- Pati d'armes, té una superfície aproximada de 42 m², està enllosat.[2]

## El poblat
L'existència a la Muntanya Irulegi d'un oppidum proto-històric se suposava- com a mínim- des de 2005. Abans que hi hagués excavació a la pròpia penya de Lakidain, ja s'havien descobert als seus voltants materials mobles de certa rellevància, que han estat contextualitzats després de les troballes de l'última dècada.
El 2007, l'Ajuntament de la Vall d'Aranguren va signar un conveni de col·laboració amb la Societat de Ciències Aranzadi per fer una investigació arqueològica del castell i una restauració d'aquest, acabant-se les obres el 2017. Entre el 2007 i el 2008, es van realitzar sondejos (prospeccions magnètiques i elèctriques) a l'esplanada als peus del castell, que van confirmar l'existència del castre preromà mitjançant la troballa de diverses estructures i materials mobles d'interès arqueològic. El jaciment ha estat excavat i estudiat per Aranzadi en profunditat des de 2018, sota la direcció de Mattin Aiestaran, i s'hi han trobat multitud de peces arqueològiques. Tot apunta a una àmplia seqüència d'ocupació de l'àrea (continuada o no) que abraçaria des del Bronze Final fins a la II Edat del Ferro, ubicada en territori que les fonts clàssiques atribuïen als vascons. De moment s'ha excavat la darrera fase del poblat, del primer quart del segle i aC (Ferro Final). Arran de les datacions de C14 i la cultura material recuperada, es dedueix que aquesta és la fase que es correspon a l'incendi i posterior abandó en el context de les Guerres Sertorianes. Aquesta fase va ser excavada entre el 2020 i el 2022, corresponent a una superfície de 370 m², on han aparegut dos habitatges (70 m²) i part de la via principal (4 m d'amplada).
El 2022 el jaciment va passar a la fama després de l'anunci del descobriment d'un artefacte de bronze ara conegut com la Mà d'Irulegi.

## La mà d'Irulegi

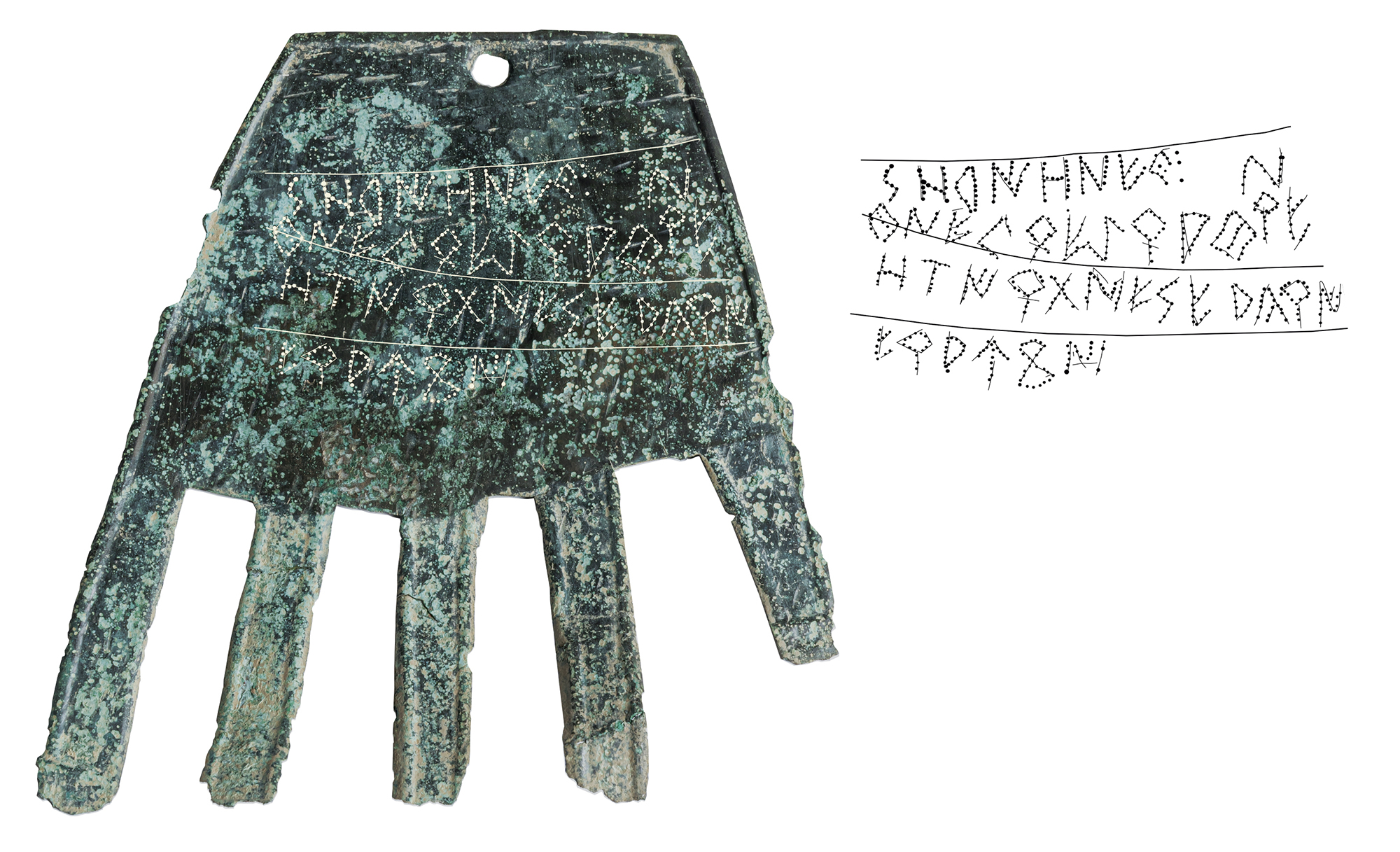
Mà d'Irulegi

La Societat de Ciències Aranzadi va realitzar treballs de recuperació del castell medieval i a partir del 2017 va localitzar, a peu del castell, un poblat de l'edat del ferro datat al segle i que se situava en territori que les fonts clàssiques atribuïen als vascons. El jaciment ha estat excavat i estudiat per Aranzadi des d'aquell any i s'hi han trobat multitud de peces arqueològiques. El 14 de novembre del 2022, el govern de Navarra va comunicar oficialment una troballa d'excepció realitzada en aquest jaciment.
A la campanya dirigida per Mattin Aiestaran es va trobar una peça de bronze amb forma de mà dreta estesa amb una escriptura al dors realitzada en caràcters paleohispànics, anterior a l'arribada dels romans a la península, en una llengua definida pels especialistes en epigrafia i lingüística com a bascònic i relacionada amb la llengua basca actual.
La transcripció dels caràcters trobats a la peça ha donat el resultat de poder entendre la primera paraula des de la similitud amb el basc actual; aquesta paraula es transcriu com a SORIONEKU, relacionada amb l'actual zorioneko que en català és 'afortunat'. La resta del text encara està sense desxifrar.
Aquesta paraula es converteix en el primer rastre escrit en llengua bascònica i a més escrit en un signari que és també bascònic, amb un sistema gràfic derivat del sistema ibèric, on s'ha afegit o adaptat algun signe per marcar algun so o fonema bascònic que no existeix al signari ibèric.
El poblat va ser abandonat després de l'incendi que va patir en el context de la guerra sertoriana. La mà d'Irulegi va ser trobada, sota la tova dels murs dels habitatges enderrocats després d'aquest fet bèl·lic, per l'arqueòloga Leire Malkorra el 18 de juny del 2021 i dipositada al Departament de Restauració del Govern de Navarra. El 18 de gener de 2022, el procés de neteja i restauració que duia a terme Carmen Usúa va descobrir una sèrie de ratlles i punts que, examinats amb detall, van donar com a resultat la troballa del text a la peça de bronze. Els símbols van ser estudiats i interpretats pels especialistes en epigrafia paleohispànica i lingüística indoeuropea, Javier Velaza i Joaquín Gorrochategui.
La peça arqueològica en qüestió representa una mà dreta estesa d'uns 14,5 cm de longitud retallada d'una làmina de bronze, la pàtina de la qual conté un 53,19% d'estany, 40,87% de coure i 2,16% plom, quelcom habitual en aliatges molt antics. Hi ha 40 signes distribuïts en quatre línies. És llisa pel costat del palmell, mentre que al dors presenta la forma de les ungles, encara que no s'han conservat les corresponents als dits anular, cor i índex. Al centre de l'extrem proper al canell, hi ha una perforació de 6,51 mm per clavar-la en una fusta. Les seves mides són 143,1 mm d'alçada, té un gruix de 1,09 mm, una amplada de 127,9 i un pes de 35,9 grams.
S'interpreta com a epígraf ritual de bona fortuna col·locada a l'entrada d'un habitatge, semblant als existents en molts llocs i que han sobreviscut fins a l'actualitat. Per al gravat dels caràcters s'han utilitzat dues tècniques d'escriptura diferents, la qual cosa és desconeguda a l'epigrafia antiga del món occidental. El gravat s'ha realitzat mitjançant la tècnica coneguda com a “puntillat”, però abans de fer-ho s'han traçat, esgrafiades, incisions fetes al bronze amb un instrument punxant.